# هابيل هيريرو
هابيل هيريرو هو رسام وفنان كوبي، ولد في 1971 في هافانا في كوبا.